# ابراهیم داریوش
ابراهیم داریوش موردو (زاده ۶ اوت ۱۹۹۷)، بازیکن فوتبال ایرانی متولد قطر است. هم اکنون، وی بازیکن باشگاه الشحانیه است. 